# Sebastião Wolf
Sebastião Wolf (Gößweinstein, 5 de fevereiro de 1869 – Porto Alegre, 15 de março de 1936) foi um atirador teuto-brasileiro que competiu nos Jogos Olímpicos de Verão de 1920 e ganhou uma medalha de bronze com a equipe brasileira.
Filho de Konrad Wolf e Clara Belzer, seu pai morreria jovem e sua mãe então se casaria novamente com o naturalista Hermann von Ihering com quem teve dois filhos: Clara e Rodolpho von Ihering.
Ajudou seu padrasto nas pesquisas e aves e peixes, inclusive nomeado em artigo para a Zoological Society of London, em 1891, sobre os siluriformes.
Venceu o Campeonato Brasileiro disputado em 13 de setembro de 1915 no Rio de Janeiro, superando respectivamente Afrânio da Costa e o tenente Guilherme Paraense, que depois seriam medalha de prata e ouro nos Jogos Olímpicos da Antuérpia. A equipe formada por Wolf, Dario Barbosa, Afrânio da Costa, Guilherme Paraense e Fernando Soledade ganhou o bronze em tiro de pistola.
Embarcou para Antuérpia em 1920, com mais sete companheiros, a bordo do navio Curvello, todos por conta própria, e desceram em Lisboa, de onde prosseguiram de trem até a Bélgica, informados de que o navio não chegaria a Antuérpia a tempo de participarem das provas. Depois de uma viagem de 27 dias, na conexão em Bruxelas parte das armas e a munição de Paraense foram roubadas. Com tantos percalços, a equipe brasileira chegou aos jogos de moral baixa, com fome e sem material esportivo. Impressionados com a situação dos colegas, os atiradores norte-americanos lhes emprestaram armas e munição, modernas e fabricadas especialmente pela Colt.
Competiu também na pistola militar 30 m por equipe masculino, ficando a equipe em quarto lugar e na pistola livre 50 m.